# Social- och hälsovårdsutskottet
Social- och hälsovårdsutskottet (ShU) är ett permanent utskott i Finlands riksdag handlägger ärenden rörande socialvård, hälso- och sjukvård, socialförsäkring, avgifter av skattenatur inom socialvården och hälso- och sjukvården, pensionslagstiftning samt miljö- och hälsoskydd. Social- och hälsovårdsutskottet har i likhet med övriga permanenta fackutskott 17 medlemmar och 9 ersättare.